# 小行星8967
小行星8967（8967 Calandra）是一颗围绕太阳公轉的小行星，为主小行星帶小行星。1971年5月13日，科内利斯·约翰内斯·范豪滕、英格丽德·范豪滕-赫鲁内费尔德、湯姆·赫雷爾斯在帕洛马山天文台发现了此天体。